# Khanat Quba

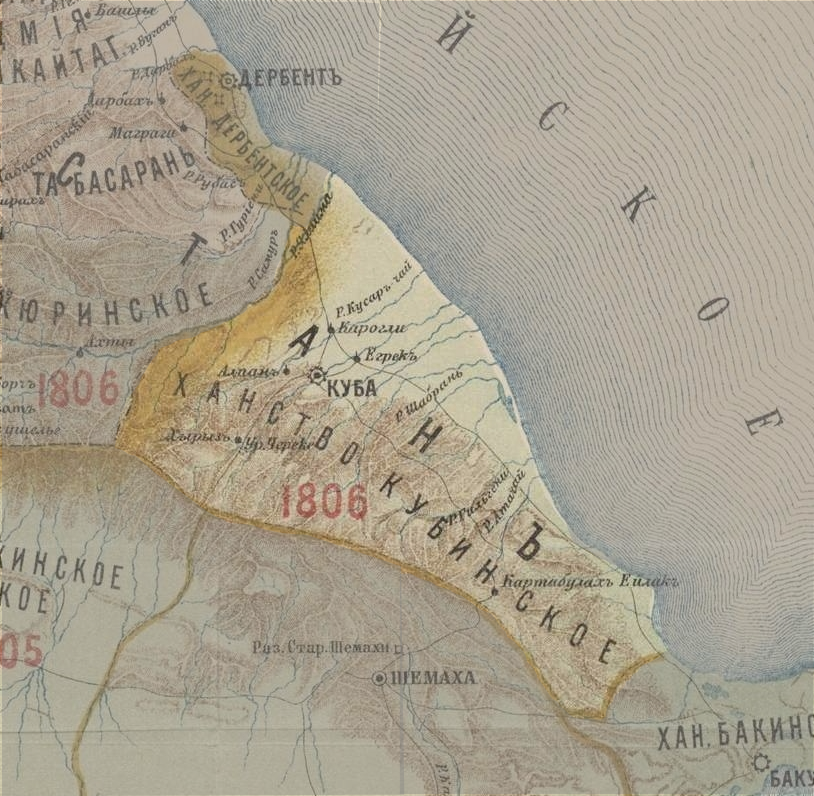
Darstellung des Khanats im Norden von Aserbaidschan auf einer Karte von 1901

Das Khanat Quba (Quba xanlığı) war ein souveräner Staat auf dem Territorium des heutigen Aserbaidschans, der von etwa 1680 bis 1806 existierte. 

## Entstehung
Der Staat wurde um 1680 durch Landzuteilung an die Familie Saytaq (Kaytaq) gegründet. Die Familie Saytaq war mit den Kadscharen sowie der Herrscherdynastie von Dagestan verwandt und genoss daher oft größeren Respekt als Herrscher anderer aserbaidschanischer Khanate. Das Fürstentum wurde 1747 unabhängig, als der persische Staat nach dem Tod von Nadir Schah zerfiel. 

## Unabhängigkeit
Das Khanat wurde das mächtigste der nordaserbaidschanischen Staaten. Den Höhepunkt seiner Macht erreichte es unter Fath Ali Khan, der die Khanate Schirwan, Baku, Talysch (1768) und Salyan unterwarf. Zudem unternahm er eine militärische Expedition ins süd-aserbaidschanische Khanat Ardabil, um gegen die persischen Zand-Prinzen vorzugehen. Der Staat litt jedoch sehr unter den Einfällen der russischen Armee in das Gebiet. Als Wiedergutmachung für die Ermordung des deutschen Wissenschaftlers Samuel Gottlieb Gmelin 1775 nahm Quba an militärischen Operationen des russischen Reiches gegen Dagestan teil. Dennoch stellten die Russen ihre militärische Hilfe für Quba ein, sodass es sich selbst gegen persische Ansprüche verteidigen musste.

## Zerfall und russische Annexion
Nach dem Tod Fath Ali Khans wurden die eroberten Khanate wieder unabhängig, und Quba verlor an Einfluss. Nach den Eroberungen Agha Khan Qajars und der Unsicherheit, die die eroberten Khanate mitbrachten, zerfiel die Allianz der kaukasischen Khanate. 1806 wurde das Khanat Quba von Russland annektiert. 1816 wurde es in die neu geschaffene Provinz Şamaxı integriert. 

## Herrscherliste
- 1680–1721  Husayn Khan
- 1721         Ahmad Khan
- 1721–1722  Chulaq Surkhay Khan
- 1722–1758  Husayn `Ali Khan
- 1758–1789  Fath `Ali Khan
- 1789–1791  Ahmad Khan
- 1791–1806  Shaykh `Ali Agha
- 1806–1816  Husayn Khan